# Élections législatives de 2017 dans le Cantal
Les élections législatives françaises de 2017 se déroulent les 11 et 18 juin 2017. Dans le département du Cantal, deux députés sont à élire dans le cadre de deux circonscriptions.

## Élus
| Circonscription                                 | Député sortant  | Parti | Parti | Député élu ou réélu | Parti | Parti |
| ----------------------------------------------- | --------------- | ----- | ----- | ------------------- | ----- | ----- |
| 1re                                             | Alain Calmette* |       | PS    | Vincent Descœur     |       | LR    |
| 2e                                              | Alain Marleix*  |       | LR    | Jean-Yves Bony      |       | LR    |
| * député sortant ne se représentant pas en 2017 |                 |       |       |                     |       |       |

## Rappel des résultats départementaux des élections de 2012
| Parti          | Parti                             | Premier tour | Premier tour | Second tour | Second tour | Sièges |
| Parti          | Parti                             | Voix         | %            | Voix        | %           | Sièges |
| -------------- | --------------------------------- | ------------ | ------------ | ----------- | ----------- | ------ |
|                | Union pour un mouvement populaire | 34 166       | 45,45        | 20 500      | 48,37       | 1      |
|                | Divers droite dont DLR, PCD       | 754          | 1,00         |             |             | 0      |
|                | Droite parlementaire              | 34 920       | 46,45        | 20 500      | 48,37       | 1      |
|                |                                   |              |              |             |             |        |
|                | Parti socialiste                  | 29 780       | 39,62        | 21 883      | 51,63       | 1      |
|                | Europe Écologie Les Verts         | 1 600        | 2,13         |             |             | 0      |
|                | Divers gauche dont MRC            | 805          | 1,07         | 0           |             |        |
|                | Majorité présidentielle           | 32 185       | 42,82        | 21 883      | 51,63       | 1      |
|                |                                   |              |              |             |             |        |
|                | Front national                    | 4 226        | 5,62         |             |             | 0      |
|                | Front de gauche                   | 2 054        | 2,73         | 0           |             |        |
|                | Mouvement démocrate               | 1 356        | 1,80         | 0           |             |        |
|                | Divers écologiste dont AÉI        | 133          | 0,18         | 0           |             |        |
|                | Extrême gauche dont LO            | 294          | 0,39         | 0           |             |        |
|                | Divers                            | 2            | 0,00         | 0           |             |        |
|                |                                   |              |              |             |             |        |
| Inscrits       | Inscrits                          | 120 860      | 100,00       | 64 432      | 100,00      | 2      |
| Abstentions    | Abstentions                       | 44 467       | 36,79        | 20 947      | 32,51       |        |
| Votants        | Votants                           | 76 393       | 63,21        | 43 485      | 67,49       |        |
| Blancs et nuls | Blancs et nuls                    | 1 223        | 1,6          | 1 102       | 2,53        |        |
| Exprimés       | Exprimés                          | 75 170       | 98,4         | 42 383      | 97,47       |        |

## Résultats

### Résultats à l'échelle du département
|                                            |                           |                           |                           |                          |                          |
|                                            |                           | Premier tour 11 juin 2017 | Premier tour 11 juin 2017 | Second tour 18 juin 2017 | Second tour 18 juin 2017 |
|                                            |                           |                           |                           |                          |                          |
|                                            |                           | Nombre                    | % des inscrits            | Nombre                   | % des inscrits           |
| Inscrits                                   | Inscrits                  | 117 298                   | 100,00                    | 117 259                  | 100,00                   |
| Abstentions                                | Abstentions               | 52 628                    | 44,87                     | 56 123                   | 47,86                    |
| Votants                                    | Votants                   | 64 670                    | 55,13                     | 61 136                   | 52,14                    |
|                                            |                           |                           | % des votants             |                          | % des votants            |
| Bulletins blancs                           | Bulletins blancs          | 935                       | 1,45                      | 3 206                    | 5,24                     |
| Bulletins nuls                             | Bulletins nuls            | 505                       | 0,78                      | 1 595                    | 2,61                     |
| Suffrages exprimés                         | Suffrages exprimés        | 63 230                    | 97,77                     | 56 335                   | 92,15                    |
|                                            |                           |                           |                           |                          |                          |
| Étiquette politique                        | Étiquette politique       | Voix                      | % des exprimés            | Voix                     | % des exprimés           |
|                                            |                           |                           |                           |                          |                          |
|                                            | Les Républicains          | 20 546                    | 32,49                     | 30 002                   | 53,26                    |
|                                            | La République en marche   | 19 340                    | 30,59                     | 26 333                   | 46,74                    |
|                                            | Divers droite             | 7 620                     | 12,05                     |                          |                          |
|                                            | Front national            | 3 957                     | 6,26                      |                          |                          |
|                                            | La France insoumise       | 3 407                     | 5,39                      |                          |                          |
|                                            | Parti communiste français | 2 871                     | 4,54                      |                          |                          |
|                                            | Europe Écologie Les Verts | 2 392                     | 3,78                      |                          |                          |
|                                            | Parti socialiste          | 1 258                     | 1,99                      |                          |                          |
|                                            | Divers                    | 552                       | 0,87                      |                          |                          |
|                                            | Écologiste                | 474                       | 0,75                      |                          |                          |
|                                            | Extrême gauche            | 362                       | 0,57                      |                          |                          |
|                                            | Debout la France          | 351                       | 0,56                      |                          |                          |
|                                            | Extrême droite            | 100                       | 0,16                      |                          |                          |
| Source : Ministère de l'Intérieur - Cantal |                           |                           |                           |                          |                          |

### Résultats par circonscription

#### Première circonscription
Député sortant : Alain Calmette (Parti socialiste).
|                                                                        |                                                                              |                           |                           |                          |                          |
|                                                                        |                                                                              | Premier tour 11 juin 2017 | Premier tour 11 juin 2017 | Second tour 18 juin 2017 | Second tour 18 juin 2017 |
|                                                                        |                                                                              |                           |                           |                          |                          |
|                                                                        |                                                                              | Nombre                    | % des inscrits            | Nombre                   | % des inscrits           |
| Inscrits                                                               | Inscrits                                                                     | 62 995                    | 100,00                    | 62 969                   | 100,00                   |
| Abstentions                                                            | Abstentions                                                                  | 28 350                    | 45,00                     | 29 894                   | 47,47                    |
| Votants                                                                | Votants                                                                      | 34 645                    | 55,00                     | 33 075                   | 52,53                    |
|                                                                        |                                                                              |                           | % des votants             |                          | % des votants            |
| Bulletins blancs                                                       | Bulletins blancs                                                             | 499                       | 1,44                      | 1 850                    | 5,59                     |
| Bulletins nuls                                                         | Bulletins nuls                                                               | 280                       | 0,81                      | 895                      | 2,71                     |
| Suffrages exprimés                                                     | Suffrages exprimés                                                           | 33 866                    | 97,75                     | 30 330                   | 91,70                    |
|                                                                        |                                                                              |                           |                           |                          |                          |
| Candidat Étiquette politique (partis et alliances)                     | Candidat Étiquette politique (partis et alliances)                           | Voix                      | % des exprimés            | Voix                     | % des exprimés           |
|                                                                        |                                                                              |                           |                           |                          |                          |
|                                                                        | François Danemans La République en marche                                    | 12 411                    | 36,65                     | 14 829                   | 48,89                    |
|                                                                        | Vincent Descœur Les Républicains (Union des démocrates et indépendants)      | 11 165                    | 32,97                     | 15 501                   | 51,11                    |
|                                                                        | Thierry Bonhoure La France insoumise                                         | 3 407                     | 10,06                     |                          |                          |
|                                                                        | Marie-Claire Nather Front national                                           | 2 191                     | 6,47                      |                          |                          |
|                                                                        | Stéphane Fréchou Europe Écologie Les Verts (Parti socialiste)                | 1 574                     | 4,65                      |                          |                          |
|                                                                        | François Vermande Divers droite                                              | 1 430                     | 4,22                      |                          |                          |
|                                                                        | Jean-François Barrier Parti communiste français                              | 873                       | 2,58                      |                          |                          |
|                                                                        | Michel Fabre Écologiste (Mouvement 100 % - Alliance écologiste indépendante) | 474                       | 1,40                      |                          |                          |
|                                                                        | Rémy Dauvillier Lutte ouvrière                                               | 198                       | 0,58                      |                          |                          |
|                                                                        | Grégory Pautrat Divers (Union populaire républicaine)                        | 143                       | 0,42                      |                          |                          |
| Source : Ministère de l'Intérieur - Première circonscription du Cantal |                                                                              |                           |                           |                          |                          |

#### Deuxième circonscription
Député sortant : Alain Marleix (Les Républicains).
|                                                                        |                                                                        |                           |                           |                          |                          |
|                                                                        |                                                                        | Premier tour 11 juin 2017 | Premier tour 11 juin 2017 | Second tour 18 juin 2017 | Second tour 18 juin 2017 |
|                                                                        |                                                                        |                           |                           |                          |                          |
|                                                                        |                                                                        | Nombre                    | % des inscrits            | Nombre                   | % des inscrits           |
| Inscrits                                                               | Inscrits                                                               | 54 303                    | 100,00                    | 54 290                   | 100,00                   |
| Abstentions                                                            | Abstentions                                                            | 24 278                    | 44,71                     | 26 229                   | 48,31                    |
| Votants                                                                | Votants                                                                | 30 025                    | 55,29                     | 28 061                   | 51,69                    |
|                                                                        |                                                                        |                           | % des votants             |                          | % des votants            |
| Bulletins blancs                                                       | Bulletins blancs                                                       | 436                       | 1,45                      | 1 356                    | 4,83                     |
| Bulletins nuls                                                         | Bulletins nuls                                                         | 225                       | 0,75                      | 700                      | 2,49                     |
| Suffrages exprimés                                                     | Suffrages exprimés                                                     | 29 364                    | 97,80                     | 26 005                   | 92,67                    |
|                                                                        |                                                                        |                           |                           |                          |                          |
| Candidat Étiquette politique (partis et alliances)                     | Candidat Étiquette politique (partis et alliances)                     | Voix                      | % des exprimés            | Voix                     | % des exprimés           |
|                                                                        |                                                                        |                           |                           |                          |                          |
|                                                                        | Jean-Yves Bony Les Républicains (Union des démocrates et indépendants) | 9 381                     | 31,95                     | 14 501                   | 55,76                    |
|                                                                        | Patricia Roches La République en marche                                | 6 929                     | 23,60                     | 11 504                   | 44,24                    |
|                                                                        | Pierre Jarlier Divers droite                                           | 6 190                     | 21,08                     |                          |                          |
|                                                                        | François Boisset Parti communiste français                             | 1 998                     | 6,80                      |                          |                          |
|                                                                        | Gilles Lacroix Front national                                          | 1 766                     | 6,01                      |                          |                          |
|                                                                        | Marc Petitjean Parti socialiste                                        | 1 258                     | 4,28                      |                          |                          |
|                                                                        | Élise Brugière Europe Écologie Les Verts                               | 818                       | 2,79                      |                          |                          |
|                                                                        | Jérôme Dumas Debout la France                                          | 351                       | 1,20                      |                          |                          |
|                                                                        | Emmanuel Maillard Divers                                               | 322                       | 1,10                      |                          |                          |
|                                                                        | Anne Ducamp Lutte ouvrière                                             | 164                       | 0,56                      |                          |                          |
|                                                                        | Philippe Rousset Extrême droite (Souveraineté, identité et libertés)   | 100                       | 0,34                      |                          |                          |
|                                                                        | Bernadette Pierry Divers (Union populaire républicaine)                | 87                        | 0,30                      |                          |                          |
| Source : Ministère de l'Intérieur - Deuxième circonscription du Cantal |                                                                        |                           |                           |                          |                          |